# Rover CityRover
La Rover CityRover est une citadine commercialisée par l'ancien constructeur automobile britannique MG Rover de 2003 à 2005. Il s'agit d'une Tata Indica rebadgée, ainsi que la première voiture Rover produite hors d'Europe puisque fabriquée dans l'usine Tata Motors de Pune en Inde. Elle est lancée afin de combler le vide laissé par la Rover 100 des années 1990.
La CityRover est le dernier nouveau modèle commercialisé par Rover avant sa faillite en avril 2005.

## Historique
En 2003, Rover est désespérément à la recherche de nouveaux revenus. Pour étoffer sa gamme et augmenter le niveau de ses ventes, la firme passe un accord avec le constructeur indien Tata en vue de commercialiser en Europe sa berline à succès : l'Indica. Présentée à la fin de 2003, la CityRover sera finalement commercialisée en 2004. Ce retard de lancement est dû à la qualité jugée insuffisante de la voiture. Ainsi, avant d'être commercialisée sous le blason Rover, l'auto fera l'objet de plusieurs améliorations, notamment au niveau de sa finition, avec des plastiques de meilleure qualité, mieux assemblés, et de son équipement.
Proposée en plusieurs versions (Select, Style, Solo, et Sprite), la petite berline est alors l'une des citadines les moins chères du marché.
La CityRover aura une carrière très courte puisqu'elle ne dura que quelques mois. En novembre 2004, la production de la CityRover débute. En avril 2005, la groupe MG-Rover se déclare en faillite et la production de la CityRover, comme celle des autres modèles de la marque, cesse définitivement. Un peu plus de 9 000 exemplaires ont pu être produits, tous à destination du marché britannique. 
Bien qu'une version avec conduite à gauche destinée à l'export ait été présentée au salon de l'automobile de Paris en octobre 2004, Rover n'a pas eu le temps de la mettre en production. Lors ce même salon, Robert Howe, alors directeur général de MG-Rover, reconnaît lui-même l'échec commercial de la CityRover.

### Chronologie
- Fin 2003 : fabrication et présentation des modèles de démonstration.
- Octobre 2004 : présentation au salon de l'automobile de Paris.
- Novembre 2004 : début de la production.
- Janvier 2005 : début de la commercialisation.
- Avril 2005 : arrêt définitif de la production.
- Octobre 2005 : arrêt définitif de la commercialisation.

| Générations                           | Production                | Dérivés de chez Rover / MG | Modèles similaires                                                  |
| ------------------------------------- | ------------------------- | -------------------------- | ------------------------------------------------------------------- |
| Rover CityRover Fin 2003 à avril 2005 | Environ 9 000 exemplaires | Tata Indica ; Tata Indigo  | Citroën C3 ; Fiat Punto ; Lada Kalina ; Nissan Micra ; Hyundai Getz |

Une Rover CityRover
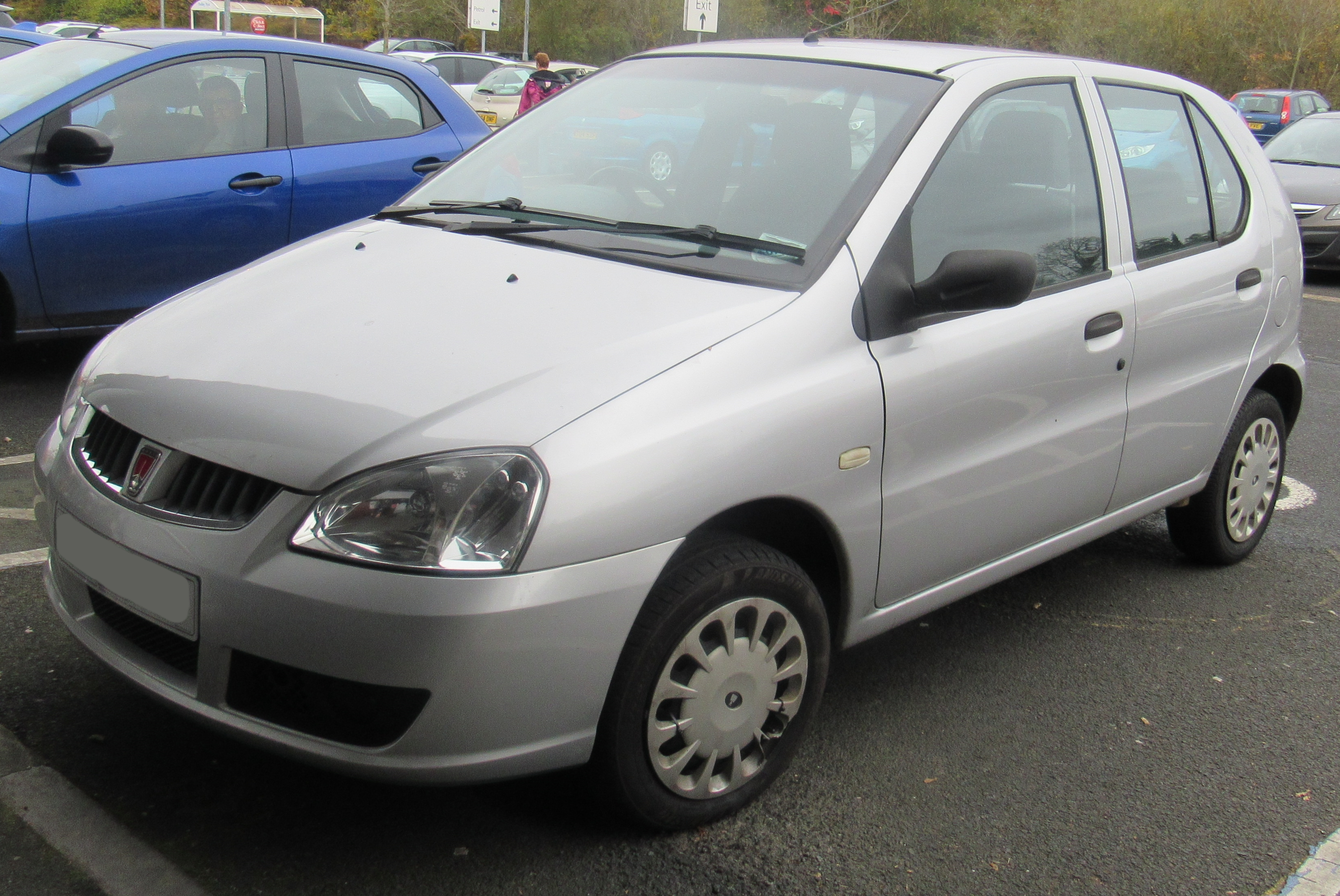
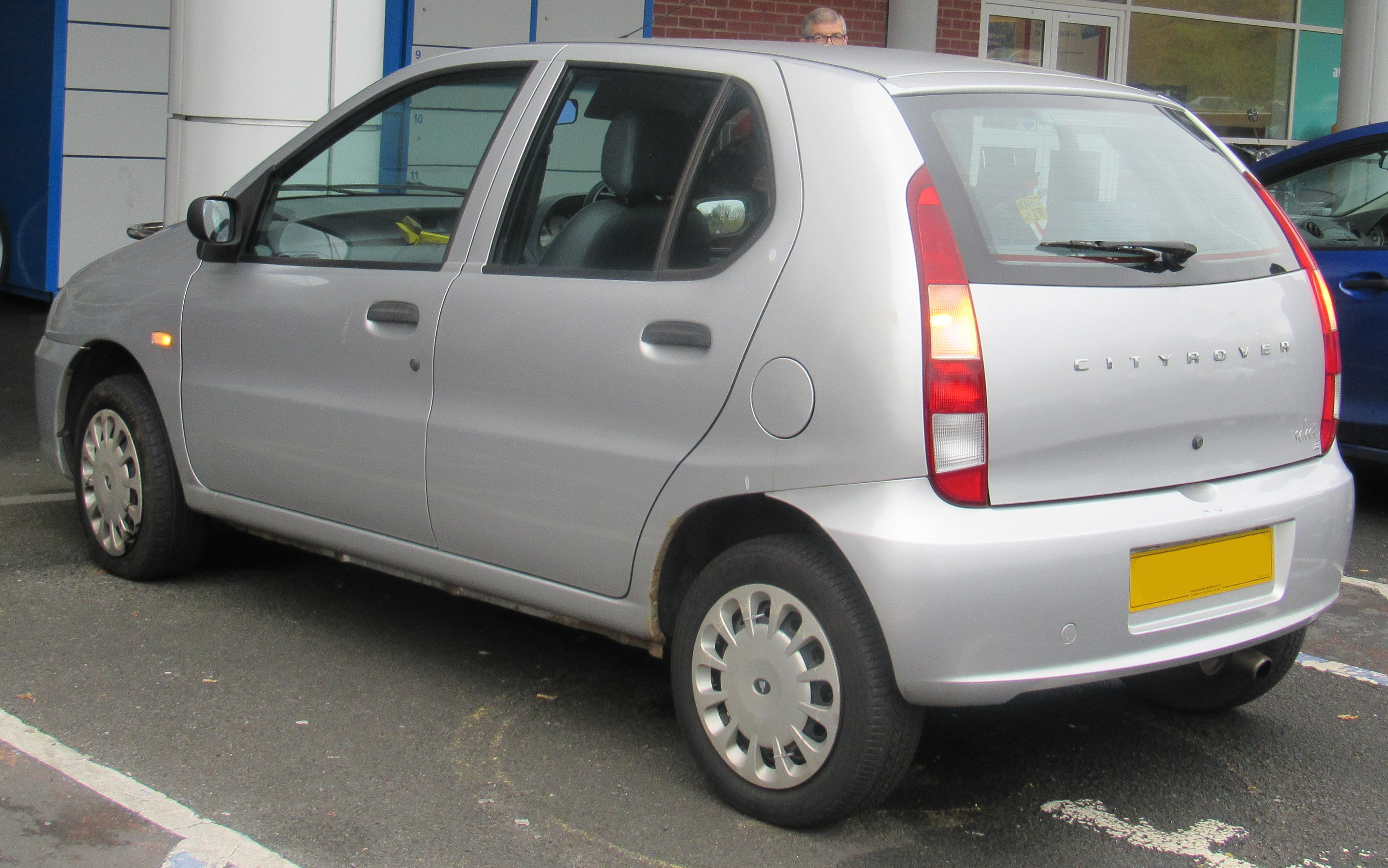

## Les différentes versions

### Modèles de base
CityRover - 1.4
- Voir : Motorisations.

### Finitions

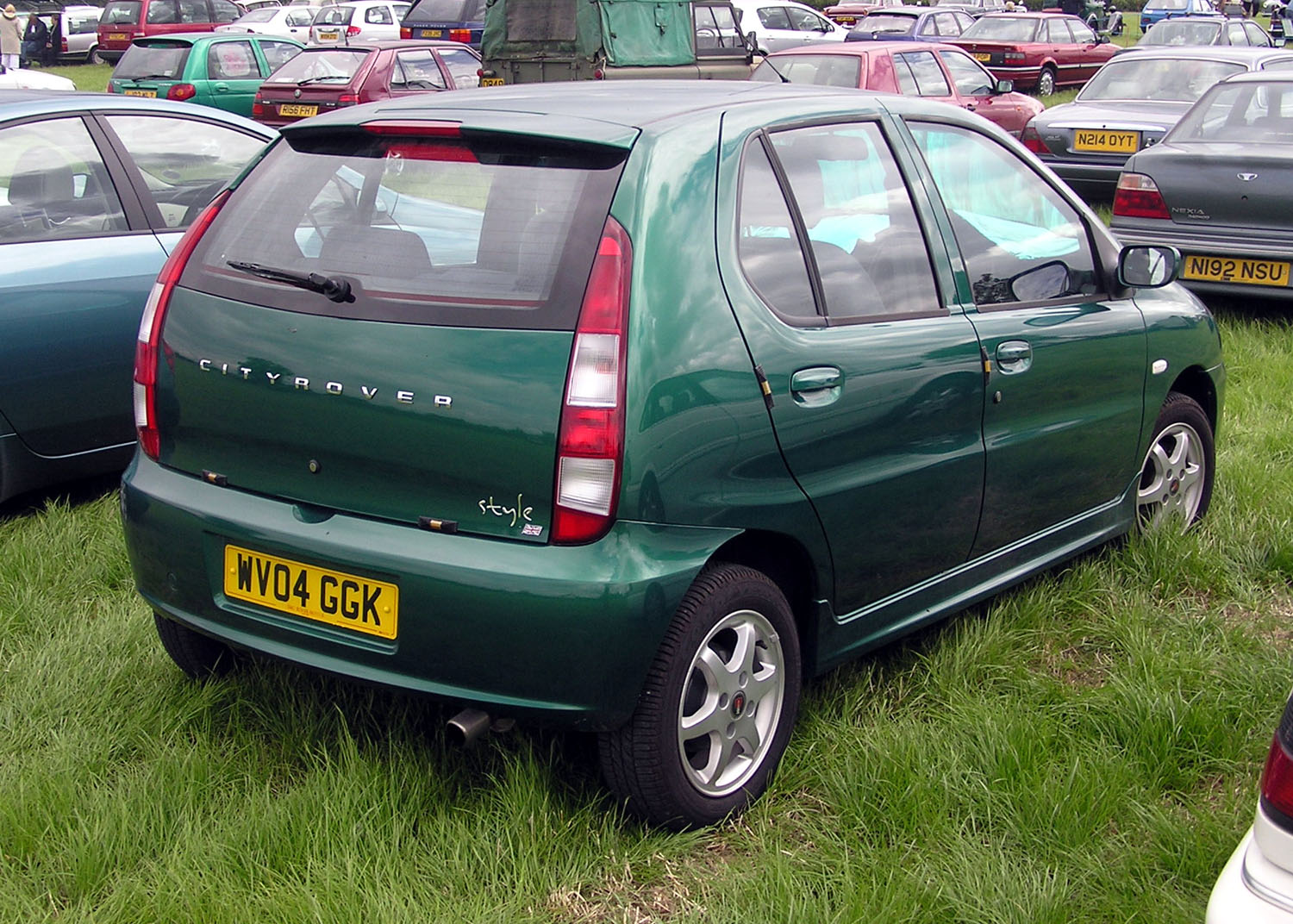
Finition Style.

La CityRover est proposée en quatre niveaux de finitions :
- Solo et Select : deux modèles bas de gamme avec des enjoliveurs intégraux et des plastiques extérieurs noirs. La Select apporte quelques équipements supplémentaires tels que la fermeture centralisée, la climatisation ou encore les vitres électriques ;
- Style : finition milieu de gamme qui reçoit des jantes en alliage d'aluminium et des feux anti-brouillards avant ;
- Sprite : version haut de gamme qui reçoit des coloris spécifiques et une sellerie en cuir.

## Caractéristiques

### Dimensions
|                             | Rover CityRover                  |
| --------------------------- | -------------------------------- |
| Longueur                    | 3 703 mm                         |
| Largeur (sans rétroviseurs) | 1 924 mm                         |
| Hauteur                     | 1 500 mm                         |
| Empattement                 | 2 400 mm                         |
| Masse à vide                | 1 040 kg                         |
| P.T.A.C.                    |                                  |
| Coffre                      | 220 à 610 l (banquette rabattue) |
| Rayon de braquage           | 9 m                              |
| Réservoir                   | 37 l                             |

### Chaîne cinématique

#### Moteurs
La CityRover n'a eu qu'un seul moteur disponible. C'est un quatre cylindres essence de huit soupapes de la marque Peugeot, à injection directe de 1,4 litre et développant 85 ch.
| Modèle                          | Construction       | Moteur + Nom                 | Cylindrée         | Performance                | Couple               | 0 à 100 km/h | Vitesse maxi | Consommation + CO2    |
| CityRover - 1.4 (boîte méca. 5) | Fin 2003 - 04/2005 | 4 cylindres en ligne Peugeot | 1 405 cm3 (1,4 l) | 62 kW (85 ch) à ... tr/min | 119 N m à ... tr/min | 11,9 s       | 161 km/h     | 6,2 l/100 km 167 g/km |

#### Boîte de vitesses

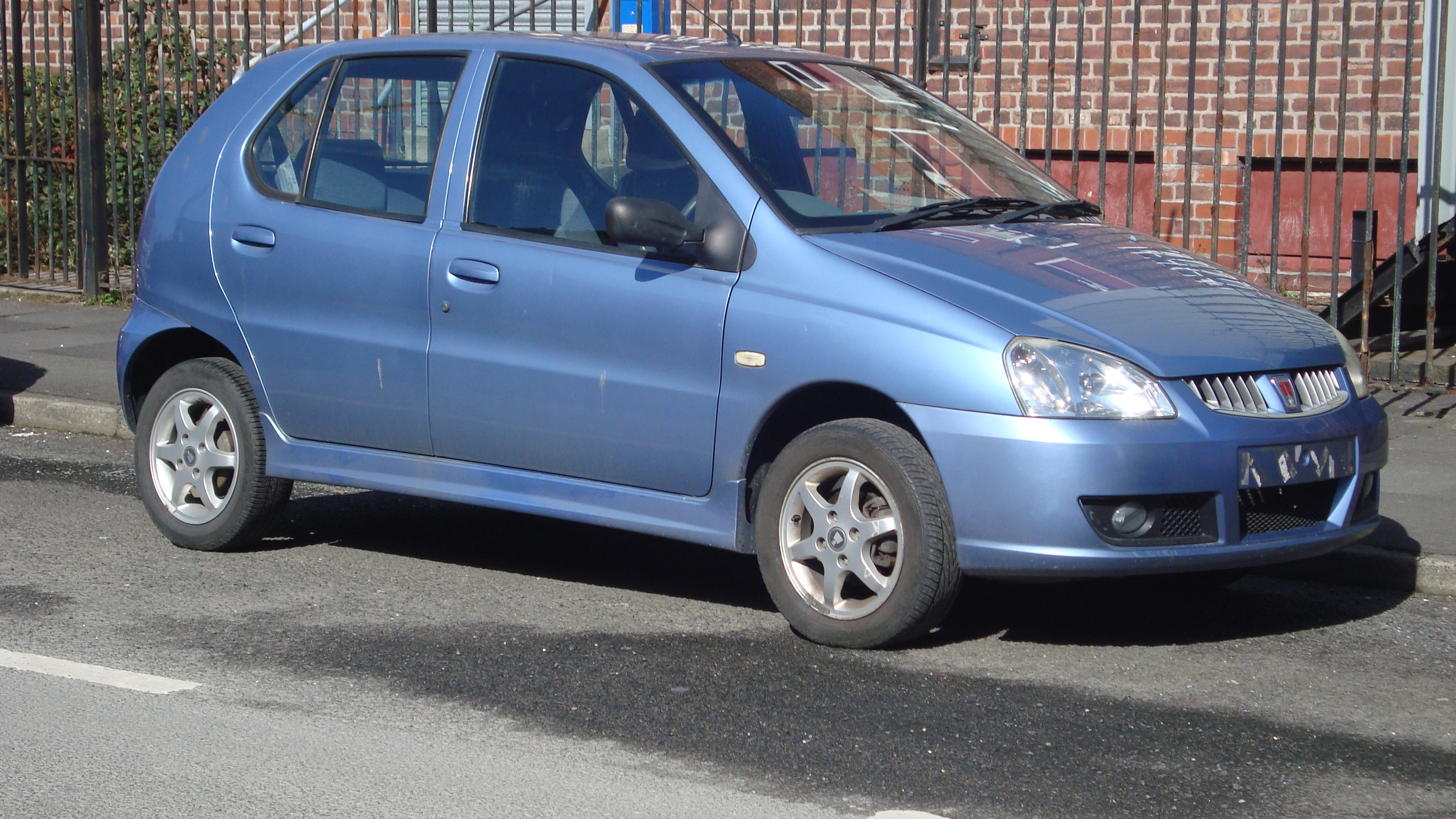
Une CityRover avec jantes en aluminium.

La CityRover est équipée d'une boîte de vitesses manuelle à cinq rapports.

### Options et accessoires
La CityRover dispose de peu d'équipements. Ces derniers restes basiques afin de ne pas rendre la voiture trop chère. Les pare-chocs de couleur carrosserie, les garnitures de siège en tissu, le siège conducteur réglable en hauteur, l'airbag conducteur et la roue de secours identique aux autres roues avec jantes acier font partie des équipements.
Selon les finitions, la CityRover peut disposer de quelques options tels que les jantes en aluminium, la climatisation, les vitres électriques, les anti-brouillards avant ou encore une sellerie en cuir.

## Les critiques

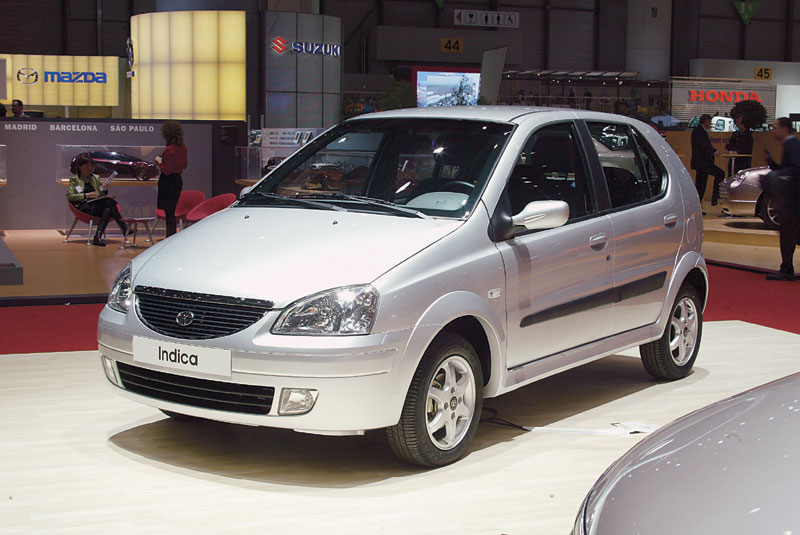
La Tata Indica était, extérieurement, en tout point similaire à la CityRover.

L'arrivée de la CityRover dans le catalogue du constructeur est une nouvelle conséquence de l'état inquiétant dans lequel se trouve alors Rover. Rapidement, on reproche à la CityRover son style simplet et la qualité relative de son habitacle, avec une finition largement en retrait sur la concurrence.
À l'époque, l'émission anglaise Top Gear se verra même refuser l'essai de la CityRover. Les journalistes improviseront donc un essai en caméra cachée se faisant passer pour d'éventuels acheteurs. Cet événement est révélateur des difficultés rencontrées par le constructeur.